# Stadion Police
Police je višenamjenski stadion u Trebinju, u Bosni i Hercegovini. Najčešće se koristi za nogometne susrete, pa na njemu svoje domaće utakmice igra FK Leotar, nogometni klub iz Trebinja. Stadion može primiti 4.500 gledatelja.